# Душан Данчуо
Душан Данчуо (Карловац, 1922 — Београд, 10. новембар 2009) је био српски и хрватски (тада-југословенски) певач староградских песама и романси.
Душан Данчуо потиче из породице која се бавила музиком. Већи део свога стваралачког опуса остварио је у Загребу. Снимио је више десетака албума са староградским песмама, романсама и кајкавским попевкама. Учествовао је на бројним музичким фестивалима широм Југославије. Из Загреба је 1992. године избегао у Београд где је умро 10. новембра 2009. године.
У породици Данчуо запажену музичку каријеру остварила је и оперска певачица Мирјана Данчуо, Душанова сестра и Душанов син Жарко Данчуо, певач шлагера и староградских песама.

## Фестивали
Крапина:
- Под старим крововима, '66
- Бу се врнул, '67
- Мала бертија / Кам да се појде (дует са Жарком Данчуом), '68
- Прим'те дечки / Ој, Загорци (дует са Жарком Данчуом), '69
- Гди су они лепи цајти (дует са Марком Новоселом), '70
- Внука си је дедек гледел, '71
- Речи ми, '72
- Сме јене семејне, '73
- Жеље, '76
- Как' да си фтичица мала, '77

Славонија, Славонска Пожега:
- Подокница, '69
- Ми смо добре воље, '70
- Славонко дјевојко, '72
- Свирај, свирај Пишта-Баћи, '75
- Еј, срце моје у тамбури бије, '78

Звуци Паноније:
- Катарина, '81

Нишка јесен, фестивал градске песме и романсе:
- Беле руже, нежне руже / Свирај, свирај пишта баћи / Кад би ове руже мале (дует са Жарком Данчуом), (Вече легенди градске песме), '95

Београдско пролеће:
- Дани су ми одбројани (Вече градских песама и романси, дует са Жарком Данчуом), '96